# Bernezzo
Bernezzo (Bërness in piemontese) è un comune italiano di 4 275 abitanti della provincia di Cuneo in Piemonte.

## Geografia fisica

### Territorio
Bernezzo è un comune in gran parte montuoso. Si estende su una superficie di 25,80 km quadrati e comprende due frazioni: San Rocco e Sant'Anna.

### Clima
Il clima di Bernezzo è di tipo continentale-alpino caratterizzato da temperature rigide (con picchi tra i -15 °C e i -18 °C negli inverni più freddi; la temperatura più fredda è stata registrata nel febbraio 2011 con -22,0 °C) e precipitazioni nevose abbondanti durante il periodo invernale. Le estati sono fresche e la temperatura raggiunge picchi intorno ai 28 °C / 29 °C nei giorni più caldi.
Le precipitazioni sono abbondanti e uniformemente distribuite; tuttavia, ogni anno ad eccezione di pochi casi, la neve cade abbondante, ricoprendo il territorio con un manto che spesso supera i 70–110 cm alla fine della stagione. Bernezzo non è un paese particolarmente esposto all'azione dei venti; questo grazie alle montagne che fungono da barriera per le correnti provenienti da ovest e sud.
| Bernezzo                 | Gennaio       | Febbraio      | Marzo         | Aprile       | Maggio       | Giugno       | Luglio       | Agosto       | Settembre    | Ottobre      | Novembre      | Dicembre      | Anno    |
| ------------------------ | ------------- | ------------- | ------------- | ------------ | ------------ | ------------ | ------------ | ------------ | ------------ | ------------ | ------------- | ------------- | ------- |
| 'Temp. MAX media' in °C  | 5 °C          | 5 °C          | 10 °C         | 12 °C        | 19 °C        | 21 °C        | 25 °C        | 25 °C        | 19 °C        | 14 °C        | 8 °C          | 6 °C          | 13,6 °C |
| Temp. MIN media in °C    | -3 °C         | -2 °C         | 3 °C          | 5 °C         | 10 °C        | 13 °C        | 16 °C        | 15 °C        | 12 °C        | 8 °C         | 2 °C          | -1 °C         | 7,3 °C  |
| Temp. massima registrata | 23 °C (2007)  | 23 °C (1990)  | 25 °C (2002)  | 25 °C (2007) | 33 °C (2009) | 35 °C (2003) | 35 °C (2006) | 37 °C (2003) | 33 °C (2006) | 26 °C (2003) | 21 °C (2006)  | 17 °C (1994)  | -       |
| Temp. minima registrata  | -21 °C (2006) | -22 °C (2011) | -12 °C (1976) | -9 °C (2007) | -6 °C (2007) | -8 °C (2006) | -7 °C (1977) | 0 °C (2007)  | -1 °C (2007) | -4 °C (1979) | -16 °C (2005) | -23 °C (2010) | -       |

## Storia

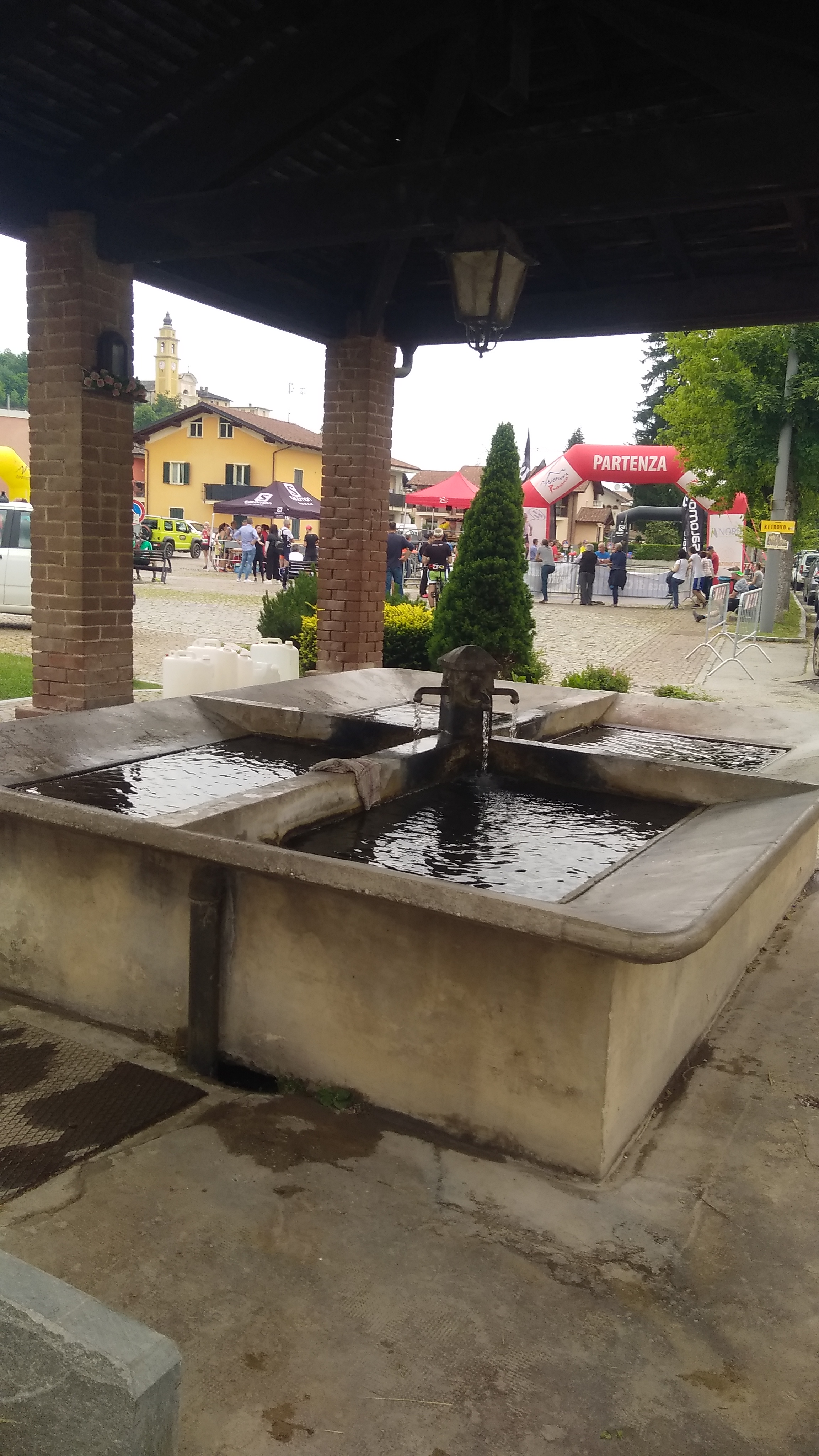
Il vecchio lavatoio

Si presume che Bernezzo abbia origini alto-medievali; probabilmente già nel 600-700 d.C. si stanziarono nella zona comunità di agricoltori. I primi documenti riguardanti il paese risalgono al 1000 e lo ritraggono come una piccola comunità agricola, non diversa dai paesi contigui come Caraglio, Cervasca o Sant'Anna. Nel 1198 Bernezzo partecipò alla rivolta di Caraglio: gli abitanti di quest'ultimo paese, stufi del signorotto locale, si ribellarono, ricevendo aiuti considerevoli dalle comunità vicine, tra cui Bernezzo. La rivolta fu vittoriosa, il despota fu ucciso e le sue truppe sbaragliate: nacque così la città di Cuneo. Tuttavia, il primo vero documento che testimonia l'esistenza e in cui compare il nome di Bernezzo risale al 4 marzo 1223 ed è un trattato di pace stipulato tra il Marchese di Saluzzo, Manfredo III, e il Conte di Savoia, Tomaso: qui sono citati tre fratelli Nicolao, Ogerio e Guglielmo, signori di Bernezzo, schierati con il Conte di Savoia. Secondo questo trattato, il paese passò sotto il dominio del Marchese di Saluzzo che, insieme a tutto il territorio cuneese, in seguito, cadde sotto il breve dominio degli Angioini fino al 1274.
Come testimonia un documento del 1417, nel paese si erano insediate comunità aderenti ai movimenti ereticali medievali che precorsero la Riforma, particolarmente diffusi in Piemonte. Tra queste comunità, in prevalenza valdesi, 22 bernezzesi furono processati e condannati al rogo nella città di Cuneo.
Fino alla prima metà del Quattrocento Bernezzo non ebbe uno Statuto proprio. Soltanto nel 1470 fu approvato un codice statutario relativo ai bandi campestri con pene e multe. La popolazione contava all'epoca poco meno di 1 000 abitanti (stima fatta in base ai "fuochi", ossia alle famiglie che pagavano il focatico in Bernezzo). Venne in seguito annesso al regno sabaudo e infine al regno d'Italia.
Nel corso della grande guerra, Bernezzo ebbe la stessa sorte di molte vallate italiane: subì un drastico calo della popolazione dal momento che i nuclei famigliari, privati delle braccia per coltivare la terra, preferirono trasferirsi in pianura. Durante la seconda guerra mondiale fornì molti giovani per la disastrosa campagna di Russia. Un evento che ha lasciato una profonda cicatrice in tutta la provincia di Cuneo tanto da entrare a far parte della cultura popolare di queste terre. Dal 1943 fino alla fine della guerra divenne un punto di riferimento per i partigiani che ricevevano aiuti e protezione dalla popolazione locale.

### Simboli
Lo stemma e il gonfalone del comune di Bernezzo sono stati concessi con decreto del presidente della Repubblica dell'11 ottobre 1965.
Il gonfalone è un drappo partito di rosso e di giallo.

## Monumenti e luoghi d'interesse

### Architetture religiose
- Chiesa parrocchiale della Madonna del Rosario
- Chiesa parrocchiale dei Santi Pietro e Paolo
- Chiesa di Sant'Anna
- Chiesa di San Rocco
- Chiesa della Confraternita della B.V. Annunziata
- Chiesa della Maddalena
- Cappella di San Giacomo
- Cappella di San Bernardo
- Cappella di San Tommaso (oggi non più presente), presso l'attuale piazza Monsignor Giorgis (detta anche piazza San Tumà)

## Società

### Evoluzione demografica
Abitanti censiti

Bernezzo è un paese molto giovane. Infatti, circa il 25,1% della popolazione ha meno di 20 anni e solo il 19,1% ha più di 60 anni. Nel corso degli ultimi anni c'è stata una grande crescita demografica: dai 3 057 abitanti registrati nel 2003, si è passati agli oltre 3 800 abitanti nel 2011. Nel 2014 Bernezzo ha superato quota 4.000.

### Etnie e minoranze straniere
Secondo i dati Istat al 31 dicembre 2017, i cittadini stranieri residenti a Bernezzo sono 216, così suddivisi per nazionalità, elencando per le presenze più significative:
1. Romania, 48
2. Albania, 41
3. Marocco, 35
4. Costa d'Avorio, 29

### Istituzioni, enti e associazioni
- Sede Società Operaia Mutuo Soccorso
- Associazione Sportiva Dilettantistica Bernezzo
- Centro Recupero Animali Selvatici (CRAS)[10]

## Economia
Prima dell'unità d'Italia erano fiorenti i commerci con la Francia, che vennero interrotti dalla politica di Bismarck. Era molto diffuso l'allevamento dei bachi e la produzione di semilavorati in seta che venivano inviati alle filande del centro industriale di Lione. In paese era presente una filatura che impegnava molte donne del paese che in seguito è diventata 'tessitura'. L'attività è cessata nel 1980 ed oggi questa attività risulta completamente estinta.
L'economia è basata principalmente sull'agricoltura e numerose sono le coltivazioni di grano, mais, piselli, pomodori, mirtilli e kiwi. Sul territorio sono numerose anche le coltivazioni biologiche. Nelle terre sovrastanti Bernezzo sono largamente diffusi i castagni. Vi è un esiguo numero di industrie, producenti, per la maggior parte, prodotti per l'agricoltura.

## Amministrazione
| Periodo        | Periodo        | Primo cittadino            | Partito      | Carica  | Note   |
| -------------- | -------------- | -------------------------- | ------------ | ------- | ------ |
| 14 giugno 1999 | 14 giugno 2004 | Giovanni Francesco Vietto  | Indipendente | Sindaco | [ 11 ] |
| 14 giugno 2004 | 8 giugno 2009  | Elio Michele Pietro Chesta | lista civica | Sindaco | [ 11 ] |
| 8 giugno 2009  | 26 maggio 2014 | Elio Michele Pietro Chesta | Indipendente | Sindaco | [ 11 ] |
| 26 maggio 2014 | 27 maggio 2019 | Laura Delfina Vietto       | Lista Civica | Sindaco | [ 11 ] |
| 27 maggio 2019 | in carica      | Lorenzo Bono               | Lista Civica | Sindaco | [ 11 ] |

### Altre informazioni amministrative
Il comune faceva parte della comunità montana Valli Grana e Maira.

## Infrastrutture e trasporti

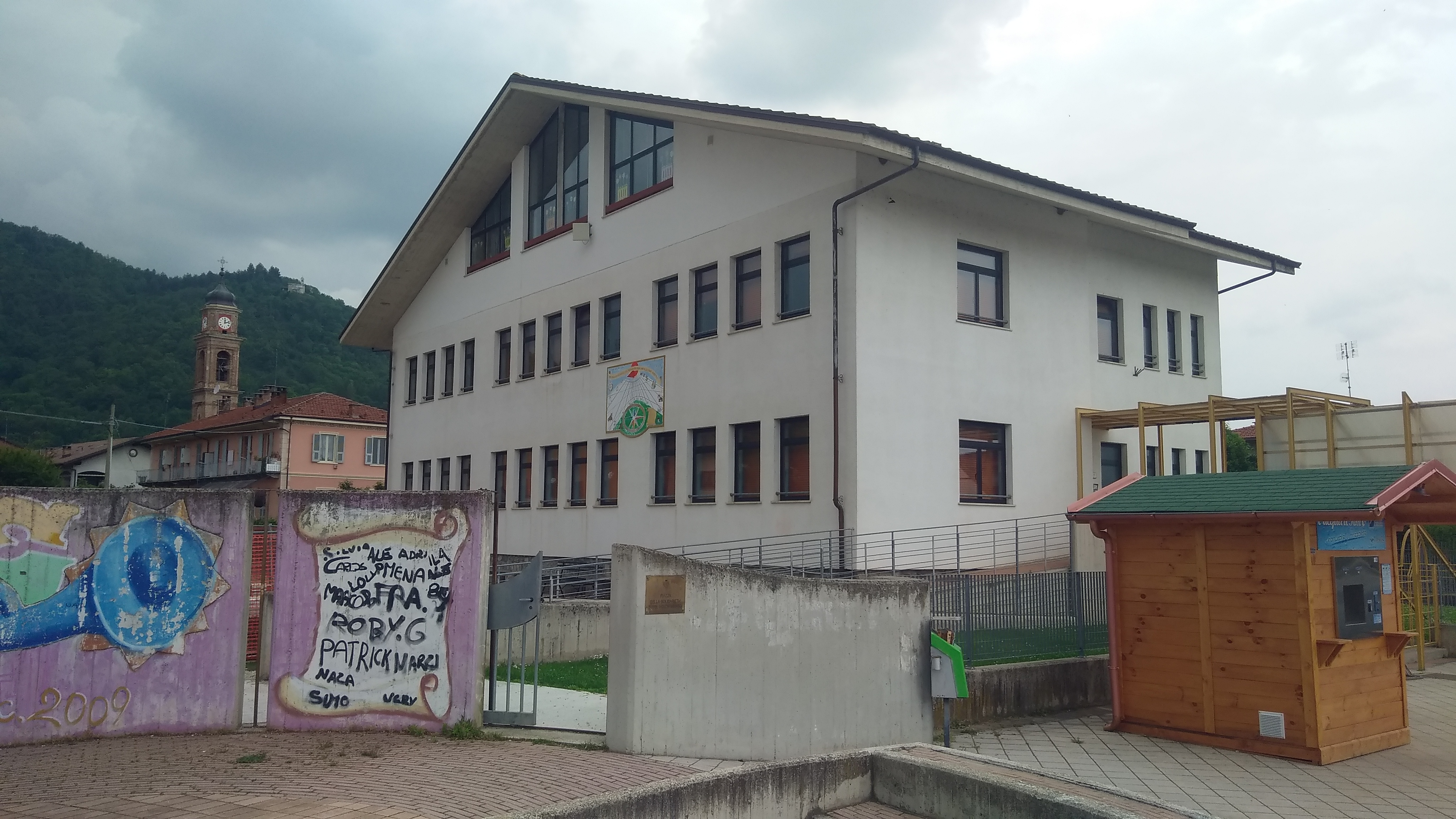
L'edificio delle scuole

Nel comune di Bernezzo transita la linea 3 Cuneo-Cervasca-Vignolo-Bernezzo della conurbazione di Cuneo, che collega il comune ai comuni di Cervasca e Vignolo e alla città di Cuneo, così da permettere ai cittadini l'accesso ai collegamenti offerti dal trasporto pubblico extraurbano e alla stazione di Cuneo, visto che il comune non è servito dalla ferrovia ma solo da linee di trasporto pubblico locale che lo collegano a Cuneo ed alla sua stazione ferroviaria.